# Giardino botanico e arboreto appenninico del Parco nazionale d'Abruzzo, Lazio e Molise
Il Giardino botanico e arboreto appenninico è un orto botanico situato nel centro visita di Pescasseroli del parco nazionale d'Abruzzo, Lazio e Molise, in provincia dell'Aquila, dove è ospitato anche il museo naturalistico.
Focalizzato sulla flora appenninica, su di un'area di 4.370 metri quadrati accoglie le fioriture tipiche del parco e uno stagno didattico.
Il giardino è anche popolato da animali in libertà tipici dell'ambiente circostante.